# Guadiana Viejo
El Guadiana Viejo es uno de los ríos que fluyen en la cabecera del Guadiana, situada en la Submeseta Sur, en la comunidad autónoma de Castilla-La Mancha (España). Junto con las aportaciones de otras corrientes, entre las que destacan el Gigüela y su afluente el Záncara, este río da lugar finalmente al curso del Guadiana, que se configura como tal en el manantial de los Ojos del Guadiana.
Tradicional y toponímicamente se le identifica como el tramo superior del río Guadiana. Aunque, en términos hidrogeológicos, esto no es así, su recorrido suele ser incluido dentro de la longitud total del Guadiana. Esta errónea identificación tiene su origen en el peculiar comportamiento del Guadiana Viejo, al desaparecer su corriente superficial por infiltración a través del subsuelo. Históricamente se ha mantenido que discurría por un cauce subterráneo y que volvía a aparecer en los Ojos del Guadiana, como si se tratase de un mismo curso. 
En realidad, sus aguas se depositan en el denominado Acuífero 23 o de La Mancha Occidental, formado por las contribuciones de muchas otras corrientes, además del Guadiana Viejo. Al mismo tiempo, los Ojos del Guadiana no pueden considerarse como una apertura al exterior del supuesto cauce subterráneo, sino como un manantial de descarga del citado acuífero.
Por otra parte, se debe diferenciar la denominación de "Guadiana Viejo" de "Guadiana Alto", ya que esta última haría referencia al tramo de  cuenca vertiente de otros tributarios diferentes al Guadiana Viejo que no forman parte de las Lagunas de Ruidera, como tributarios "libres" que se infiltran en la Llanura antes del río Záncara (como el Río Corcoles, Cañada de Canutillo, Cañada de Valdelobos, Cañada de la Fuente del Espino, entre otros). Y asimismo, porque dentro del término Guadiana Alto pueden también incluirse tributarios que van directamente al Río Guadiana a la altura de Ciudad Real, como el Río Jabalón y el Río Azuer; o incluso el mismo sistema Záncara-Cigüela.

## Curso

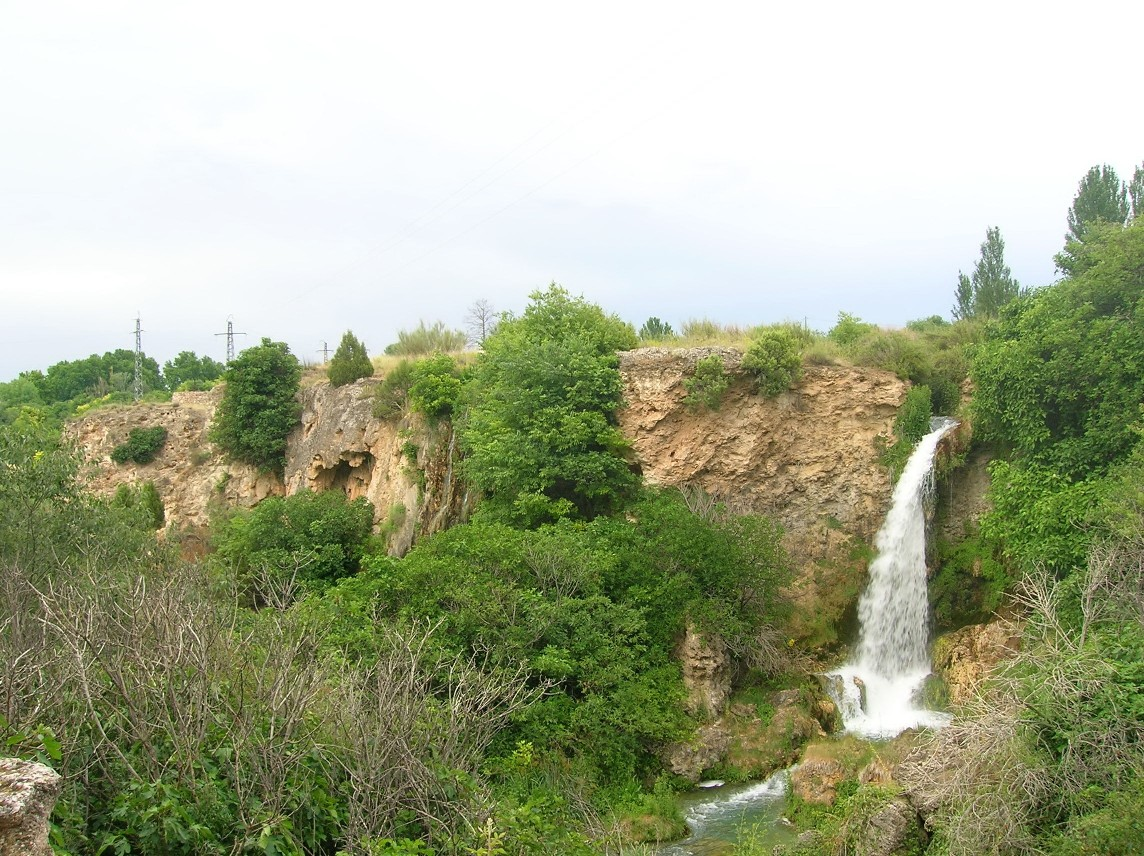
Salto de El Hundimiento, de 24 m de altura. Es el de mayor altitud que salva el Guadiana Viejo a su paso por las Lagunas de Ruidera, en la provincia de Ciudad Real. Fotografía de F.J. García Mariana (copyright).

Según algunas fuentes el Guadiana Viejo nace a unos 1000 m de altura en el término municipal de Viveros (Albacete), en el paraje conocido como Fuente del Ojuelo, situado en la comarca de la Sierra de Alcaraz y Campo de Montiel. Si bien otros autores (siguiendo un argumento más geomorfológico e histórico, que el tradicional) consideran que  nace en el Complejo lagunar de Navalcudia, ya que este sistema hidrológico de manantiales y cuenca se sitúa a mayor cota topográfica (de 1.020 a 1050 m.s.n.m.), es la zona de recarga principal del acuífero de Campo de Montiel, y su primer tramo, por el Arroyo de Alarconcillo, presenta una mayor cuenca vertiente hasta las Lagunas de Ruidera que el propio río Pinilla (que desemboca en la Laguna Blanca). No obstante, es cierto que su caudal es el resultado de la confluencia de varios tramos y de surgencias de aguas subterráneas, aunque estas fuentes hay que buscarlas a una mayor altitud topográfica, de unos 1050 m.s.n.m. (superior a las del río Pinilla), en la ubicación de la "Caput fluminis Anae" romana, según documentación histórica (las fuentes de cabecera del río Anas).
En su primer tramo, entre la Fuente del Ojuelo y las lagunas de Ruidera (Ciudad Real),  el Guadiana Viejo como tramo del río Pinilla fluye aproximadamente en dirección sureste-noroeste y presenta una longitud total de unos 30 km. hasta la desembocadura con la Laguna Blanca, ya dentro del complejo lagunar de Ruidera. Empieza a ser designado como Guadiana Viejo a partir del citado complejo lagunar, en el que el río entra cuando ha descendido a una altitud de 895 m, después de haber recorrido unos 30 km. 
Estas lagunas, de tipo cárstico, se originaron al aflorar diferentes aguas subterráneas, por colapsos y/o extrusiones de la superficie calcárea (calizas y dolomías), quedando el flujo de agua sobre una capa impermeable de arcilla. Se trata, más que de verdaderas lagunas, de remansos fluviales, que permiten el trasiego de agua de una cubeta otra, ya sea por desbordamientos superficiales (cascadas), como por circulación subterránea. Los fenómenos de colapso/extrusión se produjeron por una progresiva disolución de la caliza y dolomía basal/sobrecarga de presión, hasta permitir la salida al aire libre de las aguas acumuladas. 
Así, el río sortea estas formaciones "lagunares" mediante saltos de diferente consideración, con los que va atravesando los 15 pequeños lagos que conforman esta zona húmeda, que se extiende longitudinalmente a lo largo de unos 25 km. El salto más elevado, denominado de El Hundimiento, tiene 24 m de altura, mientras que los restantes oscilan entre los 2 y los 9 m.
Pasada la última laguna, situada a 760 m sobre el nivel del mar, las aguas del Guadiana Viejo, mezcladas con las de las propias lagunas, fluyen por un cauce natural que forma el Alto Guadiana aportando aguas al embalse de Peñarroya. A partir de aquí y tras la construcción del embalse en 1952 el agua fluye por el canal de desagüe del pantano considerado como una continuación del cauce natural del río. En esta parte su caudal es aprovechado agrícolamente, a través del canal del Gran Prior (ya en desuso y del que quedan sólo vestigios) y de la zona regable de Peñarroya, que derivan sus aguas artificialmente.
La cuenca del río, integrada por materiales calizos, provoca la infiltración de la corriente superficial a través del subsuelo. En el municipio de Argamasilla de Alba (Ciudad Real), el Alto Guadiana formaba antaño una zona pantanosa (actualmente canalizada), poblada por juncos y espadañas. Es a partir de aquí donde su caudal va poco a poco filtrándose hasta desaparecer por completo en Alameda de Cervera (Vega de Alcázar de San Juan) en las confluencias de los ríos Záncara y Alto Guadiana. Cuando la venida de agua es suficiente el caudal se mantiene hasta unirse con el del río Cigüela, afluente del Alto Guadiana, aportando recursos hídricos a las Tablas de Daimiel.
Las aguas filtradas van a parar a un embalse subterráneo natural, conocido como Acuífero 23 o de La Mancha Occidental, que se extiende por una superficie de unos 5.000 km². Este acuífero, que presenta una profundidad de unos 70 m, es el resultado de la confluencia de múltiples corrientes, entre ellas la del Alto Guadiana y la del Záncara.